# FK Družstevník Plavnica
FK Družstevník Plavnica (celým názvem: Futbalový klub Družstevník Plavnica) je slovenský fotbalový klub, který sídlí v obci Plavnica. Založen byl v roce 1951 pod názvem TJ Družstevník Plavnica. Od sezóny 2014/15 působí ve třetí fotbalové lize, sk. Východ.
Své domácí zápasy odehrává na stadionu FK Družstevník Plavnica s kapacitou 1 000 diváků.

## Historické názvy
Zdroj: 
- 1951 – TJ Družstevník Plavnica (Telovýchovná jednota Družstevník Plavnica)
- FK Družstevník Plavnica (Futbalový klub Družstevník Plavnica)

## Umístění v jednotlivých sezonách
Stručný přehled
Zdroj: 
- 2012–2013: 5. liga VsFZ – sk. Sever
- 2013–2014: 4. liga VsFZ
- 2014–: 3. liga – sk. Východ

Jednotlivé ročníky
Zdroj: 
Legenda: Z – zápasy, V – výhry, R – remízy, P – porážky, VG – vstřelené góly, OG – obdržené góly, +/− – rozdíl skóre, B – body, červené podbarvení – sestup, zelené podbarvení – postup, fialové podbarvení – reorganizace, změna skupiny či soutěže
| Slovensko (2012–) |                          |        |    |    |   |    |    |    |     |    |        |
| Sezóny            | Liga                     | Úroveň | Z  | V  | R | P  | VG | OG | +/− | B  | Pozice |
| 2012/13           | 5. liga VsFZ – sk. Sever | 5      | 30 | 21 | 6 | 3  | 60 | 8  | +52 | 69 | 1.     |
| 2013/14           | 4. liga VsFZ             | 4      | 30 | 12 | 9 | 9  | 34 | 21 | +13 | 45 | 9.     |
| 2014/15           | 3. liga – sk. Východ     | 3      | 30 | 11 | 6 | 13 | 36 | 38 | −2  | 39 | 11.    |
| 2015/16           | 3. liga – sk. Východ     | 3      | 30 | 10 | 6 | 14 | 28 | 37 | −9  | 36 | 11.    |
| 2016/17           | 3. liga – sk. Východ     | 3      | 26 | 11 | 4 | 11 | 42 | 41 | +1  | 37 | 7.     |
| 2017/18           | 3. liga – sk. Východ     | 3      | 30 |    |   |    |    |    |     |    |        |